# Larry Rhoden

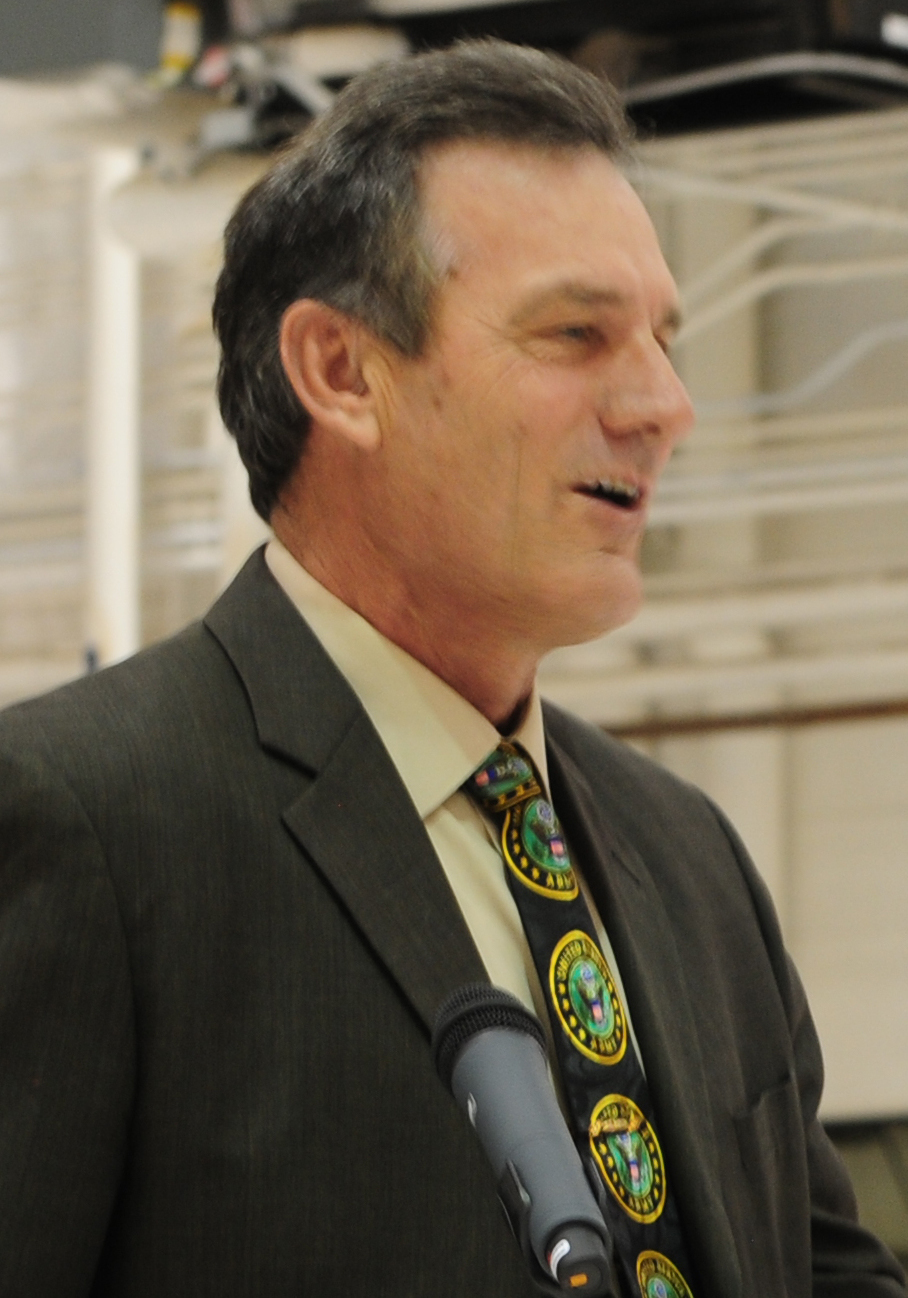
Larry Rhoden (2019)

Larry Rhoden (* 5. Februar 1959 in Sturgis, South Dakota) ist ein US-amerikanischer Politiker der Republikanischen Partei. Er ist seit dem 25. Januar 2025 Gouverneur von South Dakota.

## Leben
Larry Rhoden wurde im Februar 1959 auf einer Farm in Sturgis, South Dakota geboren, auf der er auch aufwuchs. Nach dem Besuch der High School diente er von 1978 bis 1985 in der Nationalgarde.
Seine politische Karriere begann im Januar 2001, als er als Abgeordneter ins Repräsentantenhaus von South Dakota einzog. Diesem gehörte er bis Januar 2009 an. Während seiner Zeit als Abgeordneter fungierte er unter anderem als Mehrheitsführer (Majority Leader). 2009 wurde er in den Senat von South Dakota gewählt, dem er sechs Jahre, bis Januar 2015, angehörte. Nach zwei Jahren Pause wurde Rhoden erneut in Repräsentantenhaus gewählt, wo er weitere zwei Jahre, von Januar 2017 bis Januar 2019, verblieb.
Nach der Wahl von Kristi Noem zur Gouverneurin von South Dakota wurde Rhoden, der als ihr Running Mate fungierte, Anfang 2019 als Vizegouverneur vereidigt. Parallel zu seiner Aufgabe als Vizegouverneur amtierte er von Mai bis August 2020 als Landwirtschaftsminister (Secretary of Agriculture) von South Dakota. 
Nachdem Kristi Noem unter US-Präsident Donald Trump zur US-Heimatschutzministerin aufstieg, erfolgte im Januar 2025 Larry Rhodens Vereidigung zum Gouverneur von South Dakota. 
Larry Rhoden lebt mit seiner Familie in Union Center, einer kleinen Landgemeinde im Meade County und betreibt eine Rinderfarm. Er ist verheiratet und Vater von vier Kindern.